# 王瑄 (永樂進士)
王瑄（14世紀—15世紀），字廷璧，浙江湖州府長興縣人，明朝政治人物。

## 生平
王瑄的父親王彥誠在明初由滁州移居長興，協助耿炳文守城有功，他則是永樂六年（1408年）舉人，十三年（1415年）中進士，獲授兵部主事，曾出使湖廣監督採木有惠政，陞刑部郎中，遇上有囚犯越獄，有數十名死囚卻沒有逃去，審訊時都說：「王郎中必定不會冤枉我。」皇帝得知後，刑部全部官員都獲罪，只有他免罪；在南直隸理刑遇上旱災，他賑濟流亡，又修復崑山、常熟的水利，受人民感德。之後他陞任湖廣按察司副使，正統十四年（1449年）進湖廣按察使，多次平反案件，到景泰二年（1451年）入覲，他因為清貧獲減免二十石運糧，不久因為年老被勒令冠帶閒住，回鄉後曾令僧人收葬路中遺骸，去世後由魏驥為他寫下墓誌銘。
兒子王俁，成化二年進士，官至南京兵部車駕司主事。

## 引用
1. 1 2  光緒《長興縣志·卷二十三·人物上》：王瑄，字廷璧，父彥誠明初由滁州遷長興，佐耿炳文守城有功，遂家焉；瑄登永樂十三年進士，初任兵部主事，嘗差湖廣督采木植有惠政，轉刑部郎中，會囚越獄，有數十重辟不去，訊之曰：「王郎中必不枉我。」帝聞之，諸司官咸坐罪，而瑄獨免。又理刑直隸，值歲大祲，瑄賑卹流亡，且修復崑山常熟水利，民甚德之，後遷湖廣副使，進按察使，擊搏豪疆、讞獄平反良多；景泰辛未入覲，有命來朝官每運糧百石給邊，瑄以清貧得減二十石稱貸以完，遂以疾乞歸，杜門不至州邑。里中多遺骼，捨山為冢，令僧徒瘞之，壽終于家，蕭山魏驥誌其墓 顧志 。子俁字大用，景泰丙子舉人，成化丙戌進士，南京兵部車駕司主事。
2. ↑  光緒《長興縣志·卷二十·選舉》：明……永樂……王瑄 六年戊子科（舉人），進士……王瑄 十三年乙未科（進士），詳人物傳
3. ↑  《明英宗睿皇帝實錄·卷一百七十七》：（正統十四年四月）己未陞按察司副使王瑄為湖廣按察使……
4. ↑  《明英宗睿皇帝實錄·卷二百·廢帝郕戾王附錄第十八》：（景泰二年正月辛亥）吏部言朝覲官布政使宋興、阮存，按察使王瑄、柯暹，參議羅恪、李柰，知府姚本、吳崖、王曼俱老疾……宜令冠帶閒住，從之。
5. ↑  同治《湖州府志·卷七十二·人物傳》：王瑄，字廷璧，長興人，永樂十三年進士，初任兵部主事，嘗差湖廣督採木植有惠政，轉刑部郎中，會囚越獄，有數十重辟不去，訊之曰：「王郎中必不枉我。」帝聞之，諸司官咸坐罪而瑄獨免；又理刑直隸，值歲大祲，瑄賑卹流亡，且修復崑山、常熟水利，民甚德之。後遷湖廣副使，進按察使，擊搏豪強，讞獄平反良多，景泰辛未入覲，有命來朝官每運糧百石給邊，瑄以清貧得減二十石，稱貸以完遂以疾歸，杜門不至州邑，里中多遺骼，捨山為冢，令僧徒瘞之，壽終於家。 長興顧志，引蕭山魏驥王瑄墓誌